# Línea SE734 (EMT Madrid)
El Servicio Especial (S.E.) codificado como SE734 de la EMT de Madrid fue una línea que conectaba las estaciones de Pacífico y Sainz de Baranda durante las obras de renovación de la línea 6 de Metro de Madrid entre el 1 y el 31 de julio de 2021.

## Características
Esta línea cubría parte del recorrido de la línea 6 de metro, cerrada por obras. Era gratuita para los usuarios, pues se trataba de un servicio especial consensuado entre ambos operadores de transporte.
Además de las cabeceras, hacía una parada en cada sentido junto a la estación de Conde de Casal y una parada de descenso junto a cada cabecera.

### Frecuencias
| de lunes a viernes laborables |          |
| de 6:00 a 21:00               | 2-6 min  |
| de 21:00 a 24:00              | 5-8 min  |
| de 24:00 a 2:00               | 7-19 min |
| sábados laborables            |          |
| de 6:00 a 24:00               | 6-8 min  |
| de 24:00 a 2:00               | 6-16 min |
| domingos y festivos           |          |
| de 6:00 a 24:00               | 6-8 min  |
| de 24:00 a 2:00               | 7-16 min |

## Recorrido y paradas

### Sentido Sainz de Baranda
La línea empezaba su recorrido en la Avenida Ciudad de Barcelona, de la cual salía inmediatamente para incorporarse a Doctor Esquerdo. En esta calle hacía la parada de Conde de Casal (al norte de la plaza) para llegar a Sainz de Baranda, donde tenía una parada de descenso para luego dar la vuelta e inmediatamente llegar a la cabecera.
| Estación sustituida | Código | Parada                 | Común con     | Conexiones con Metro | Otros |
| ------------------- | ------ | ---------------------- | ------------- | -------------------- | ----- |
| Pacífico            | 4874   | PACÍFICO               |               | Pacífico             |       |
| Conde de Casal      | 1434   | Metro Conde de Casal   | 32 56 143 156 |                      |       |
| Sainz de Baranda    | 4614   | Metro Sainz de Baranda |               | Sainz de Baranda     |       |
| Sainz de Baranda    | 4962   | METRO SAINZ DE BARANDA |               | Sainz de Baranda     |       |

### Sentido Pacífico
El recorrido de vuelta era igual al de ida excepto en la zona de Pacífico, donde hacía una parada de solo descenso para una vez vacío tomar la Avenida Ciudad de Barcelona hacia el sur. Al llegar al Puente de Vallecas daba la vuelta y volvía por la misma avenida hasta llegar a la cabecera de Pacífico.
| Estación sustituida | Código | Parada                 | Común con  | Conexiones con Metro | Otros |
| ------------------- | ------ | ---------------------- | ---------- | -------------------- | ----- |
| Sainz de Baranda    | 4962   | METRO SAINZ DE BARANDA |            | Sainz de Baranda     |       |
| Conde de Casal      | 1433   | Metro Conde de Casal   | 56 143 156 |                      |       |
| Pacífico            | 1437   | Pacífico               | 56 156     | Pacífico             |       |
| Pacífico            | 4874   | PACÍFICO               |            | Pacífico             |       |